# Ma Qinghua
Ma Qinghua (马青骅S, Mǎ QīnghuáP; Shanghai, 25 dicembre 1987) è un pilota automobilistico cinese.

## Carriera

### Formula 1
Nella stagione 2012 viene scelto come collaudatore della HRT debuttando il 7 settembre 2012 alle prove libere del Gran Premio d'Italia a Monza al posto di Narain Karthikeyan, diventando così il primo pilota cinese a guidare in un weekend di Formula 1. A Monza non va oltre il 24º e ultimo tempo così come a Singapore e negli Stati Uniti, mentre ad Abu Dhabi è 23º davanti a Giedo van der Garde, quest'ultimo senza tempi cronometrati. Nella stagione 2013 ricopre il ruolo di pilota collaudatore alla Caterham, il quale lo dirotta in GP2 per fare esperienza.

### Campionato del mondo turismo
Nel 2014 è stato ingaggiato come quarto pilota dal Citroën World Touring Car Team per disputare alcune gare del campionato WTCC. Diventa il primo cinese a vincere una gara di un evento organizzato sotto l'egida FIA, arrivando primo in Russia.

### Formula E

#### 2016-2017
Nel 2016 viene ingaggiato dal team cinese Techeetah per partecipare al campionato di Formula E. Dopo 3 gare non all'altezza del compagno di squadra Jean-Éric Vergne viene sostituito dal messicano ex Formula 1 Esteban Gutiérrez. Rimane nel team come terzo pilota.

#### 2017-2018
Per la nuova stagione firma con il team NIO per il ruolo di terzo pilota, nell'E-Prix di Parigi sostituisce il titolare Luca Filippi e nella gara conclusiva sostituisce Oliver Turvey che non può partecipare per un infortunio. Non riesce comunque ad ottenere punti.

### Campionato del mondo rallycross
A partire dalla gara di Silverstone tenutasi tra il 25 e il 27 maggio 2018 Ma Qinghua diventa il primo pilota cinese a competere nel campionato del mondo rallycross al volante della Ford Fiesta Supercar del team STARD.

## Risultati

### Risultati in GP2 Series
(legenda) (Le gare in grassetto indicano la pole position) (Gare in corsivo indicano Gpv)
| Anno | Scuderia        | 1        | 2        | 3     | 4     | 5     | 6     | 7     | 8     | 9     | 10    | 11    | 12    | 13    | 14    | 15    | 16    | 17    | 18    | 19    | 20    | 21    | 22    | Pos. | Punti |
| ---- | --------------- | -------- | -------- | ----- | ----- | ----- | ----- | ----- | ----- | ----- | ----- | ----- | ----- | ----- | ----- | ----- | ----- | ----- | ----- | ----- | ----- | ----- | ----- | ---- | ----- |
| 2013 | Caterham Racing | MAL 1 21 | MAL 2 NP | BHR 1 | BHR 2 | SPA 1 | SPA 2 | MON 1 | MON 2 | GBR 1 | GBR 2 | GER 1 | GER 2 | UNG 1 | UNG 2 | BEL 1 | BEL 2 | ITA 1 | ITA 2 | SGP 1 | SGP 2 | ABU 1 | ABU 2 | 35º  | 0     |

### Risultati nel campionato del mondo turismo
| Anno | Scuderia              | Vettura               | 1       | 2       | 3       | 4        | 5       | 6       | 7       | 8         | 9       | 10      | 11        | 12        | 13       | 14        | 15      | 16      | 17        | 18       | 19        | 20      | 21      | 22    | 23      | 24        | Pos. | Punti |
| ---- | --------------------- | --------------------- | ------- | ------- | ------- | -------- | ------- | ------- | ------- | --------- | ------- | ------- | --------- | --------- | -------- | --------- | ------- | ------- | --------- | -------- | --------- | ------- | ------- | ----- | ------- | --------- | ---- | ----- |
| 2014 | Citroën Total WTCC    | Citroën C-Elysée WTCC | MAR 1   | MAR 2   | FRA 1   | FRA 2    | UNG 1   | UNG 2   | SVC 1   | SVC 2     | AUT 1   | AUT 2   | RUS 1 6   | RUS 2 1   | BEL 1 11 | BEL 2 Rit | ARG 1   | ARG 2   | PEC 1 15† | PEC 2 12 | CIN 1 2   | CIN 2 5 | GPN 1   | GPN 2 | MAC 1 8 | MAC 2 Rit | 13º  | 69    |
| 2015 | Citroën Total WTCC    | Citroën C-Elysée WTCC | ARG 1 7 | ARG 2 6 | MAR 1 2 | MAR 2 10 | UNG 1 4 | UNG 2 9 | GER 1 5 | GER 2 Rit | RUS 1 5 | RUS 2 5 | SVC 1 Rit | SVC 2 Rit | FRA 1 4  | FRA 2 3   | POR 1 6 | POR 2 1 | GPN 1 4   | GPN 2 5  | CIN 1 10† | CIN 2 8 | THA 1 3 | THA 2 | QAT 1 5 | QAT 2     | 4º   | 241   |
| 2017 | Sébastien Loeb Racing | Citroën C-Elysée WTCC | MAR 1   | MAR 2   | ITA 1   | ITA 2    | UNG 1   | UNG 2   | GER 1   | GER 2     | POR 1   | POR 2   | ARG 1     | ARG 2     | CIN 1    | CIN 2     | GPN 1   | GPN 2   | MAC 1 14  | MAC 2 12 | QAT 1     | QAT 2   |         |       |         |           | 21º  | 0     |

### Risultati in Formula E
| Anno    | Scuderia           | Vettura                    | 1       | 2      | 3      | 4       | 5      | 6   | 7       | 8      | 9      | 10     | 11  | 12     | Pos. | Punti |
| ------- | ------------------ | -------------------------- | ------- | ------ | ------ | ------- | ------ | --- | ------- | ------ | ------ | ------ | --- | ------ | ---- | ----- |
| 2015-16 | Team Aguri         | Spark-Renault SRT 01E      | PEC     | PUT    | PDE    | BNA     | MEX    | LHB | PAR Rit | BER 14 | LON 11 | LON 12 |     |        | 19º  | 0     |
| 2016-17 | Techeetah          | Spark-Renault Z.E. 16      | HKG Rit | MAR 15 | BNA 16 | MEX     | MON    | PAR | BER     | BER    | NYC    | NYC    | MTR | MTR    | 25º  | 0     |
| 2017-18 | NIO Formula E Team | Spark-NextEV NIO Sport 003 | HKG     | HKG    | MAR    | SAN     | MEX    | PDE | ROM     | PAR 17 | BER    | ZUR    | NYC | NYC 13 | 23º  | 0     |
| 2019-20 | NIO 333 FE TEAM    | Spark-NIO 005              | DIR 20  | DIR 19 | SAN 16 | MEX Rit | MAR 23 | BER | BER     | BER    | BER    | BER    | BER |        |      | 0     |